# Qucs
Quite Universal Circuit Simulator (Qucs) é um software livre para simulação de circuitos. É um software licenciado pela GPL. Suporta formatos VHDL.